# Number 23
Number 23 (The Number 23) è un film del 2007 diretto da Joel Schumacher e distribuito da New Line Cinema. Racconta di un viaggio nella psiche umana in bilico tra paranoia e oscure coincidenze legate all'enigma 23.

## Trama
Walter Sparrow è un accalappiacani che conduce una vita laboriosa e ordinata con sua moglie Agatha e suo figlio adolescente Robin. Un giorno, a causa di un morso di un cane provocatogli mentre era in servizio, arriva in ritardo all'appuntamento con la moglie, organizzato da Agatha stessa per festeggiare il compleanno di Walter. Nel frattempo, mentre Agatha aspetta il marito davanti ad una libreria, trova un libro intitolato Number 23 e scritto da un certo Topsy Kretts (che in inglese suona come "top secrets"). Il libro narra le vicende del detective Fingerling, della sua infanzia, della passione che aveva per la dark lady Fabrizia e di un inquietante omicidio che lo vede coinvolto. Col procedere della lettura, Walter troverà diversi punti in comune tra il suo passato e la storia di Fingerling, iniziando anche a sviluppare un'ossessione paranoica per il numero 23, esattamente come il protagonista del romanzo. L'uomo inizia a veder apparire il misterioso numero ovunque nella sua vita: nella data di nascita, nel numero civico della sua abitazione, perfino nel colore delle pareti. E a nulla servono i tentativi della moglie di riportarlo alla ragione o di Isaac, uno psicologo, amico di Agatha, che tenta di dargli una spiegazione scientifica sul numero 23. Anzi, questo non fa che rafforzare la convinzione di Walter che il racconto scritto nel libro sia in qualche modo legato alla sua vita, poiché anche nel libro Fingerling si rivolge ad uno psicologo che poi sedurrà la fidanzata Fabrizia, scatenando la gelosia dell'accalappiacani.
Deciso a vederci chiaro, Walter indaga sull'autore del libro, che sembra non aver scritto niente altro. Accidentalmente incontra nuovamente il cane che lo aveva morso e, considerato il responsabile di tutto quanto gli sta accadendo poiché senza quel morso, Agatha non avrebbe mai trovato il libro, lo insegue fino ad un cimitero, dove l'animale si ferma abitualmente ad osservare la tomba (in realtà vuota in quanto il corpo non è mai stato trovato) di una donna: Laura Tollins, assassinata dal proprio professore. Walter si convince che ci sia un legame tra la ragazza e la Fabrizia del libro e che l'insegnante sia il famigerato Topsy Kretts, decidendo così di andare a fargli visita in prigione per chiedergli conto del numero 23. Tuttavia il professore nega di essere l'autore del libro e anche di essere l'assassino della studentessa che in realtà amava.
Walter termina di leggere il libro, scoprendo che la storia non arriva ad una conclusione e che si ferma al capitolo 22. Tuttavia trova un numero di casella postale nascosto fra due pagine incollate insieme ed invia 23 scatole vuote con l'intento di stanare l'autore. Il piano ha successo e, quando un uomo anziano si reca a ritirare i pacchi Walter, Agatha e loro figlio Robin, che erano rimasti appostati ad osservare la scena, fanno irruzione nella sede del corriere. L'uomo dimostra di conoscere bene Walter, dichiarando che dovrebbe essere morto, ma l'accalappiacani non ha idea di chi sia. Prima di potergli rivolgere qualsiasi domanda, l'anziano si taglia la gola con il taglierino che aveva in mano, rimanendo a terra agonizzante. Agatha, poiché infermiera, tenta di tamponare la ferita e manda via marito e figlio, troppo sconvolti per poter dare una mano.
Tornati a casa, Walter e Robin scoprono che, cerchiando ogni ventitreesima parola di ogni ventitreesima pagina del libro, viene fuori un messaggio indirizzato espressamente a "Sparrow" contenente le indicazioni per trovare il corpo nascosto di Laura Tollins. I due si dirigono sul posto e dissotterrano le ossa, avvisando poi sia Agatha, la quale nel frattempo comunica la morte dello sconosciuto autore del libro, che la polizia. Quando però le forze dell'ordine si presentano sul posto, delle ossa della defunta non vi è alcuna traccia.
Dopo giorni e giorni di indagini Agatha rivelerà al marito che ad aver scritto il libro è Walter stesso. In stato confusionale si dirige in un hotel, nella stanza 23 dove trova il contenuto del 23º capitolo non messo nel libro. Walter scopre così la verità: al college, si fidanzò con una ragazza di nome Laura (che avrà un ruolo importante nel film). Un giorno scopre che Laura aveva una relazione con il suo insegnante e arrabbiato la sera Walter si dirige da lei in cerca di spiegazioni. Qui Laura gli dice che è una persona patetica e che non lo ha mai amato, e Walter, confuso, accoltella Laura prima che arrivi l'insegnante, il suo amante (quello che poi la polizia incolperà dell'omicidio). Dunque Walter si butta giù da una finestra, intento ad uccidersi ma non ci riesce. Perde la memoria e per tredici anni il numero di suo padre (il 23) non lo perseguiterà. Uscito dalla clinica incontrerà Agatha quella che poi diventerà la sua futura moglie. Walter, triste di questa rivelazione, tenterà di uccidersi, ma poi cambierà idea, e riabbraccerà sua moglie e suo figlio Robin. Rivelato tutto alla polizia, Sparrow è in carcere che parla con Agatha e Robin e il film si conclude con un Walter che guarda un orologio. La lancetta rossa dell'orologio è tra il 2 e il 3.

## Produzione
Le riprese sono iniziate il 23 gennaio 2006.

## Distribuzione

### Data di uscita
Uscito nelle sale cinematografiche statunitensi e britanniche il 23 febbraio 2007, in Italia è stato distribuito il 23 aprile 2007.

## Accoglienza
Il film, costato 30 milioni di dollari, ha ottenuto un incasso globale di 77 milioni di dollari, nonostante non sia stato accolto positivamente dalla critica. Con la distribuzione home video ha incassato circa altri 27 milioni di dollari, portando l'incasso totale del film a circa 104 milioni di dollari.
Il film ha ricevuto durante l'edizione dei Razzie Awards 2007 una nomination come Peggior attore per Jim Carrey.

## Citazioni
Molte scene del film riconducono, più o meno esplicitamente, al numero 23, così come la data di inizio delle riprese e le date di uscita del film nelle sale. Alla fine del film viene citato un passo del quarto libro della Torah ebraica e della Bibbia cristiana (Numeri 32:23): "Be sure your sin will find you out." ovvero "e state pur certi che il vostro peccato vi ritroverà".